# Do It (Bud Spencer Blues Explosion)
Do It (acronimo di Dio odia i tristi) è il secondo album studio del duo blues rock Bud Spencer Blues Explosion, pubblicato il 4 novembre 2011.

## Il disco
Nel disco è presente una nuova versione della canzone Hamburger, contenuta con il titolo Hamburger in love in Happy EP. Inoltre la traccia Più del minimo era suonata live già prima dell'uscita dell'album ed è stata anche suonata dal gruppo in anteprima al programma radiofonico Moby Dick (Radio 2).
Il disco presenta canzoni blues tipiche del gruppo con riff che ricordano i Led Zeppelin, e persino sperimentazioni elettroniche (vedi Skratch explosion).
Nell'album è presente la cover del pezzo tradizionale gospel Jesus on the mainline, anch'essa già proposta prima dell'uscita del disco.

## Tracce
1. Slide
2. Più del minimo
3. Giocattoli
4. Cerco il tuo soffio
5. Rottami
6. Jesus on the mainline (feat. Stefano Tavernese)
7. sKratch eXplosion (feat. DJ Myke)
8. Dio Odia I Tristi
9. Come un mare
10. L'onda
11. Squarciagola
12. Hamburger
13. Mi addormenterò

## Formazione
- Adriano Viterbini - voce, chitarra, tastiere
- Cesare Petulicchio  - batteria, cori

## Ospiti
- DJ Myke - scratch su sKratch eXplosion
- Stefano Tavernese - mandolino su Jesus on the mainline